# Gran Enciclopèdia Rialp
La Gran enciclopedia Rialp és una enciclopèdia de caràcter general i universal, publicada per Edicions Rialp, de Madrid. La primera edició es va publicar el 1971 i la sisena i última, el 1991. Es tracta d'una enciclopèdia ordenada alfabèticament, estructurada en 25 volums, els 23 primers dels quals contenen el cos dels articles, el 24, els índexs i un suplement de cartografia, i el 25 és un suplement d'actualització.
El nom de l'editorial al·ludeix a un episodi de la vida de Josepmaria Escrivà de Balaguer, fundador de l'Opus Dei, institució de l'Església Catòlica amb nombroses publicacions en aquesta editorial, entre d'altres, les obres del fundador. Els articles estan signats pels seus autors, especialistes en la matèria, la major part dels quals són professors de diverses universitats, entre elles la de Navarra, així com altres autors generalment catòlics. Canalsocial.net va adquirir durant un temps els drets de publicació a la xarxa, on es poden consultar gratuïtament.
És coneguda en el món científic i cultural amb les sigles GER, que consta de vint volums, que es van acabar de publicar el 1977, i en la qual van col·laborar 3.000 científics i especialistes de setanta països i quatre-centes universitats. En només tres anys la difusió de la GER va assolir, segons els seus directius, uns nivells mundials. «És, sens dubte, la primera obra espanyola», explica el director general de Rialp, Rafael García, «que, sense traduir a un altre idioma, es difon per tal amplitud per països de parles tan diferents». La Gran enciclopèdia Rialp està composta per amplis articles o estudis que en conjunt pretenen abastar tot el saber humà tant en el camp de les ciències fisiconaturals com en el de les anomenades ciències humanes o de l'esperit i de les ciències socials, així com les arts, els espectacles, els esports i la tecnologia. L'enciclopèdia inclou, al final, un índex equivalent a un diccionari enciclopèdic de 225.000 paraules o noms.
Entre els col·laboradors de la GER figuren Primer Yufera, García Santesmases, Vian Ortuño, López Ibor, Recasens Siches, Ruiz Giménez, Sánchez Agesta, Caro Baroja, Marañón Moya, marquès de Lozoya i Fisac, entre d'altres.

## Editorial Rialp
Ediciones Rialp va ser fundada als anys quaranta per José Hierro i té la seu a Madrid. L'editorial té més de 1000 llibres publicats. Espiritualitat, educació, sociologia i humanitats -pensament, art, història, etc.- són les especialitats d'Edicions Rialp. El catàleg d'aquesta editorial compta amb les següents col·leccions: Cuestiones fundamentales, Neblí, Instituto de Ciencias para la Familia, Libros de Josemaría Escrivá de Balaguer, entre d'altres. José Miguel Celles, Joseph Fadelle, Agustín Domingo Moratalla, Maria Àngels Vitòria i Juan Diego Sánchez Torres són alguns dels escriptors que han publicat en Edicions Rialp, S.A. Convoca premis, alguns tan prestigiosos com el Premio Adonáis.
El nom de l'editorial al·ludeix a un episodi clau de la vida d'Escrivà de Balaguer, esdevingut a la localitat de Pallerols, durant la Guerra Civil espanyola, i conegut com la Rosa de Rialp. L'editorial Rialp comença amb la col·lecció Adonáis (de poesia) -vinculada amb el Premio Adonáis-, important certamen convocat anualment per a poetes joves de llengua castellana. Dirigida des dels seus començaments per l'intel·lectual i poeta José Luis Cano, el 1954 el va substituir el poeta cordovès Luis Jiménez Martos, en aquell temps editor d'Ediciones Aguilar. Jiménez Martos va dirigir la col·lecció durant prop de quaranta anys. Després de la seva mort, el 2003, va ocupar la direcció el poeta sevillà i catedràtic d'ensenyament secundari Carmelo Guillén Acosta, que encara ho és actualment.